# Chór Synagogi pod Białym Bocianem
Chór Synagogi pod Białym Bocianem – żydowski chór synagogalny, działający we Wrocławiu, przy synagodze pod Białym Bocianem. Obecnie jest jedynym chórem synagogalnym w Polsce.

## Historia
Chór powstał w kwietniu 1996 roku z inicjatywy dyrygenta, Stanisława Rybarczyka i studentów z Akademii Muzycznej we Wrocławiu. W czerwcu 1996 roku odbył się koncert inauguracyjny. Obecnie chór śpiewa na zaproszenie różnych instytucji oraz podczas świątecznych nabożeństw w Gminie Wyznaniowej Żydowskiej we Wrocławiu; Śpiewa utwory kompozytorów żydowskich, głównie muzykę synagogalną. Popularyzuje pieśni wybitnego wrocławskiego kantora, wykładowcy wrocławskiego Seminarium Rabinackiego w latach 1844-1889 Moritza Deutscha.
Współpracuje z Europejskim Centrum Muzyki Żydowskiej w Hanowerze kierowanym przez Andora Izsaka. W roku 1998 ukazała się nakładem firmy Koch International płyta Chóru Synagogi Pod Białym Bocianem zatytułowana Shalom. W swoim dorobku Chór posiada także wydaną w Niemczech płytę "Das verstummte Lied - die Musik der zerstörten Synagogen" - "Pieśń, która zamilkła - Muzyka zniszczonych Synagog". W lutym 2001 wraz z Justyną Steczkowską, Mateuszem Pospieszalskim i jego orkiestrą oraz Orkiestrą Kameralną "Leopoldinum" wziął udział w nagraniu płyty "Alkimja" zawierającej tradycyjne pieśni żydowskie, w opracowaniu Romana Kołakowskiego i Mateusza Pospieszalskiego. W czerwcu 2006 r. ukazała się kolejna płyta Chóru z okazji jubileuszu 10-lecia działalności. 
Chór występuje regularnie w Polsce i za granicą. Brał udział w licznych Festiwalach m.in. Festiwalu Kultury Żydowskiej w Krakowie, Festiwalu "Wratislavia Cantans", Festiwalu Muzyki Sakralnej w Warszawie, Przeglądzie Piosenki Aktorskiej we Wrocławiu. Koncertował na Międzynarodowych Targach Książki we Frankfurcie nad Menem. Uczestniczył w obchodach rocznicy Nocy Kryształowej w Hanowerze, Brunszwiku, Berlinie, Hamburgu i Görlitz. Wykonywał koncerty z najsłynniejszymi kantorami świata: Josephem Malovanym z Nowego Jorku, Moshe Schulhofem z Miami, Roslyn Barak z San Francisco, Shmuelem Barzilaiem z Wiednia, Moshe Sternem z Jerozolimy /kantorem Wielkiej Synagogi/, Laszlo Fekete z Budapesztu.